# Karl Eusebius av Liechtenstein
Karl Eusebius av Liechtenstein, född 1611, död 1684, var en monark (furste) av Liechtenstein mellan 1627 och 1684.